# Gour de Tazenat
Gour de Tazenat (okcitánsky Gorg de Tasanac) je vulkanické jezero (maar) ve Francii. Nachází se nedaleko Manzatu v departementu Puy-de-Dôme a patří k povodí řeky Allier. Jezero leží v nadmořské výšce 713 m v oblasti Chaîne des Puys, která patří k Francouzskému středohoří. V jeho blízkosti se nachází hora Puy de Chalard. 
Gour de Tazenat má rozlohu 30 hektarů a je hluboké 66 metrů. Je pozůstatkem sopečné aktivity, která v regionu probíhala v období würmu. Před zhruba třiceti tisíci lety zde nastala freatomagmatická erupce, která vytvořila kruhový kráter o průměru okolo sedmi set metrů, jenž byl postupně zaplněn vodou z říčky Ròcha Aguda. Čedičové dno jezera je ploché a pokryté silnou vrstvou sedimentů. Břehy jsou zalesněné a vede po nich turistická stezka. Jezero je využíváno k rekreaci a rybolovu, vyskytuje se v něm okoun říční, štika obecná, siven severní, kapr obecný a medúzka sladkovodní.
Název jezera pochází z okcitánského výrazu pro vodní nádrž gorg a z keltského slova tasgunnacon, které znamená „jezevčí doupě“. Místo zmiňují ve svém díle Henri Pourrat a Guy de Maupassant.